# 2018-as svédországi parlamenti választások
Svédországban 2018. szeptember 9-én tartottak szavazást, hogy megválasszák a Riksdag, az ország egykamarás parlamentje új tagjait, és a felálló megújult testület aztán megválaszthassa a miniszterelnököt. Ugyanazon a napon regionális és önkormányzati választásokat is tartottak.
A választáson, amelyen a szavazók 87,2 százaléka vett részt, a kormányzó szociáldemokraták az elmúlt 110 év legrosszabb eredményét érték el A balközép szövetség azonban a radikális gyökerekből kinőtt Baloldali Párt megerősödése miatt így is a legnagyobb tömb maradhat a Riksdagban, 144 mandátummal. Ennél eggyel szerzett kevesebbet a jobbközép szövetség, amelynek fő ereje, a Mérsékelt Párt gyengült a választáson. Előretörtek ugyanakkor a két fő blokkon kívül álló, bevándorlásellenes Svéd Demokraták, 49-ről 62-re növelve mandátumaik számát.
Az egyes pártokat tekintve, a Szociáldemokraták a szavazatok 28.3 szerezték meg, a Mérsékeltek 19,8, a Svéd Demokraták pedig 17,5 százalékot.
Mind a baloldali blokk, mind a jobbközép szövetség visszautasította az együttműködést a Svéd Demokratákkal, így egyiknek sem volt meg a többsége a 349 fős Riksdagban.

## Háttér

### A 2014-es költségvetési válság
Csak két hónappal azután, hogy Stefan Löfven megalakította kisebbségi kormányát, a miniszterelnök 2014. december 3-án bejelentette, hogy szándéka szerint december 29-én, az alkotmány megengedte legkorábbi dátumon, új választásokat tartanak.
A választás szükségesnek látszott, miután a Lövfen szociáldemokratáiből és a Zöldekből álló kormány 182-153 arányban elvesztette a szavazást a költségvetésről. A szociálkonzervatív, bevándorlásellenes Svéd Demokraták a költségvetés elvetői közt voltak. Az elbukott szavazás kormányválságot idézett elő. A tervbe vett előrehozott választás az első lett volna 1958 óra Svédországban.
A választásra azonban nem kerül sor. December 26-án a Szociáldemokrata Párt, a Zöldek, a Mérsékelt Párt, a Centrum, a Liberálisok és a Kereszténydemokraták megállapodást írtak alá a politikai stabilitás megőrzéséről legalább 2022-ig. A megállapodás a következő két fő pontot tartalmazta:
- A legnagyobb támogatást szerző jelöltet választják meg miniszterelnöknek.
- A kisebbségi kormány, a megegyezést aláíró pártok tartózkodása mellett, megszavaztathatja a költségvetést.

A megegyezés nyomán december 27-én törölték az előrehozott választást. 2015 októberében az eredeti megállapodás összeomlott, miután a Kereszténydemokraták kiléptek belőle, de a Mérsékeltek, a Centristák és a Liberálisok engedték, hogy a kisebbségi kormány tovább dolgozhasson.

### Erőszakhullám 2018-ban
Lásd még: 2018-as svédországi gyújtogatások
2018 nyarán erőszakhullám söpört át Svédországon. Számos incidens volt, olyan is, amelynek során – augusztus 15-én – több, mint 100 autót gyújtottak fel. A korábbi években is fel-fellángolt itt-ott a tömeges erőszak a nyári oktatási szünet vége felé Svédországban, a göteborgi, falkenbergi és trollhättani incidensek azonban nagyobbak voltak a korábbinál. Löfven miniszterelnök szerint az augusztusi erőszakhullámot úgy szervezték "majdnem, mint egy katonai hadműveletet". Később egy 16 és egy 20 éves fiatalt letartóztattak gyújtogatás vádjával, egy húszas éveiben járó harmadikat pedig amikor Törökországba menekült.

## A választási rendszer
A Riksdag 349 képviselőből áll. Arányos képviseleti rendszerben, több tagot delegáló pártlistákon, amelyek lehetnek regionálisak (a legtöbb fő párt), illetve országosak (a Svéd Demokraták). A 29 választókerület mindegyike egy meghatározott számú képviselőt delegál, ami a regionális képviseletet szolgálja. A helyek maradékát úgy osztják el a pártok közt, hogy a kapott szavazatok arányában jussanak helyekhez. A svéd alkotmány (Regeringsformen) 1. fejezet 4 paragrafusa kimondja, hogy a parlament felelős az adóztatásért és a törvényhozásért, a 6 paragrafus szerint pedig a kormány a Riksdagnak felelős. Ez azt jelenti, hogy a svéd alkotmányos monarchia parlamentáris rendszer.
Egy párt akkor juthat a Riksdagba, ha megszerzi a szavazatok 4%-át országosan, vagy 12%-ot valamelyik választókerületben.

## Pártok
A Riksdag összetétele a 2018-as választások előtt.
| Párt neve             | Párt neve | Párt neve           | Ideológiája                         | Vezető                         | 2014-s eredménye | 2014-s eredménye |
| Párt neve             | Párt neve | Párt neve           | Ideológiája                         | Vezető                         | Szavazatok (%)   | Mandátumok       |
| --------------------- | --------- | ------------------- | ----------------------------------- | ------------------------------ | ---------------- | ---------------- |
| Szociáldemokrata Párt | S         | Socialdemokraterna  | Szociáldemokrácia                   | Stefan Löfven                  | 31,0%            | 113/349          |
| Mérsékelt Párt        | M         | Moderaterna         | Liberálkonzervativizmus             | Ulf Kristersson                | 23,3%            | 84/349           |
| Svéd Demokraták       | SD        | Sverigedemokraterna | Nacionalizmus Bevándorlásellenesség | Jimmie Åkesson                 | 12,9%            | 49/349           |
| Zöld Párt             | MP        | Miljöpartiet        | Zöld politika                       | Gustav Fridolin Isabella Lövin | 6,9%             | 25/349           |
| Centrum Párt          | C         | Centerpartiet       | Liberalizmus Északi agrárianizmus   | Annie Lööf                     | 6,1%             | 22/349           |
| Baloldali Párt        | V         | Vänsterpartiet      | Szocializmus                        | Jonas Sjöstedt                 | 5,7%             | 21/349           |
| Liberálisok           | L         | Liberalerna         | Liberalizmus                        | Jan Björklund                  | 5,4%             | 19/349           |
| Kereszténydemokraták  | KD        | Kristdemokraterna   | Christian democracy                 | Ebba Busch Thor                | 4,6%             | 16/349           |

## Közvéleménykutatások
A lenti grafikon a svédországi közvéleménykutatások 30 napos mozgóátlagait mutatja 2014 szeptemberétől. 
Egy politikai tömböt alkotnak a Szociáldemokraták, a Baloldali Párt és a Zöldek, és egy másik tömb a Mérsékeltek, a Centrum, a Liberálisok és a Keresztény demokraták. A Svéd Demokratákkal nem szövetkezik más a fő pártok közül (ők sárgával jelöltek). 

## Eredmények
|                                                                           |                                       |            |       |            |     |
| Párt                                                                      | Párt                                  | Szavazatok | %     | Mandátumok | +/− |
| Szociáldemokrata Párt                                                     | S                                     | 1 830 386  | 28,26 | 100        | −13 |
| Mérsékelt Párt                                                            | M                                     | 1 284 698  | 19,84 | 70         | −14 |
| Svéd Demokraták                                                           | SD                                    | 1 135 627  | 17,53 | 62         | +13 |
| Centrum Párt                                                              | C                                     | 557 500    | 8,61  | 31         | +9  |
| Baloldali Párt                                                            | V                                     | 518 454    | 8,00  | 28         | +7  |
| Kereszténydemokraták                                                      | KD                                    | 409 478    | 6,32  | 22         | +6  |
| Liberálisok                                                               | L                                     | 355 546    | 5,49  | 20         | +1  |
| Zöld Párt                                                                 | MP                                    | 285 899    | 4,41  | 16         | −9  |
| Érvénytelen/üres szavazatok                                               | Érvénytelen/üres szavazatok           | 58 546     | –     | –          | –   |
| Összes szavazat                                                           | Összes szavazat                       | 6,535,271  | 100   | 349        | 0   |
| Regisztrált szavazók/részvételi arány                                     | Regisztrált szavazók/részvételi arány | 7 495 936  | 87,18 | –          | –   |
| Source: VAL Archiválva 2018. december 17-i dátummal a Wayback Machine-ben |                                       |            |       |            |     |

## Fordítás
Ez a szócikk részben vagy egészben  a   Swedish general election, 2018 című angol Wikipédia-szócikk ezen változatának fordításán alapul.  Az eredeti cikk szerkesztőit annak laptörténete sorolja fel. Ez a jelzés csupán a megfogalmazás eredetét és a szerzői jogokat jelzi, nem szolgál a cikkben szereplő információk forrásmegjelöléseként.